# Dialium pentandrum
Dialium pentandrum là một loài thực vật có hoa trong họ Đậu. Loài này được Steyaert miêu tả khoa học đầu tiên.